# Vinacciolo
Il vinacciolo è il seme dell'acino dell'uva (costituito appunto da buccia, polpa e vinaccioli).
La caratteristica fondamentale dei vinaccioli è l'elevato contenuto di polifenoli e di oli. Questo li rende una fonte preziosa per la produzione di antiossidanti a elevato contenuto di polifenoli e di oli alimentari (olio di vinaccioli).
I vinaccioli vengono impiegati anche durante il processo di produzione del vino in quanto sono responsabili insieme alle bucce del rilascio di polifenoli come proantocianine/tannino e catechine, con funzioni organolettiche e sensoriali.